# 54-я бригада особого назначения
54-я бригада особого назначения — воинское формирование в годы холодной войны, ракетное соединение РВГК ВС СССР.

## История
54-я бригада особого назначения (БрОН) РВГК, сформированная 10 мая 1952 года в соответствии с директивой Генерального штаба Вооружённых Сил СССР ОРГ/3/679539 от 14 декабря 1951 года, являлась третьим по счёту ракетным соединением СССР.
Она стала первой из четырёх бригад особого назначения РВГК, которые дополнительно формировались в первой половине 1950-х годов на основании Постановления Совета Министров СССР № 3540-1647 от 19 сентября 1951 года «О специальных формированиях и специальном строительстве в Военном министерстве СССР» в Вооружённых Силах СССР.
До этого были сформированы следующие ракетные соединения:
1. 22-я бригада особого назначения (БрОН) Резерва Верховного Главнокомандования (РВГК) — первое ракетное соединение Вооружённых Сил страны. Командир бригады генерал-майор артиллерии А. Ф. Тверецкий. Бригада предназначалась для изучения, освоения, подготовки и проведения пусков ракет типа ФАУ-2 (А-4). 22 БрОН — прародительница 24-й ракетной дивизии (г. Гвардейск Калининградской обл.). Создавалась с июня 1946 года в соответствии с Постановлением Совета Министров СССР от 13.05.1946 № 1017-419сс.
2. 23-я бригада особого назначения РВГК — прародительница 44-й ракетной дивизии (Украина, г. Коломыя) — второе ракетное соединение. Командир бригады полковник М. Г. Григорьев. Сформирована в декабре 1950 года.

## Командиры
Начал формирование 54-й бригады на ракетном полигоне Капустин Яр полковник Т. Н. Небоженко, а 27 мая командиром бригады был назначен генерал-майор артиллерии Пётр Васильевич Колесников. В последующем командирами бригады были:
с августа 1954 года — полковник Л. С. Гарбуз,
с сентября 1958 года полковник А. А. Колесов.
В состав командования бригады вошли:
начальник штаба подполковник Л. П. Коваленко;
начальник политотдела подполковник В. И. Дорохин;
заместитель по специальному вооружению полковник Л. Л. Бариленко;
начальник оперативного отделения подполковник Дергачёв;
командир 1-го дивизиона подполковник В. Н. Юрин;
командир 2-го дивизиона подполковник Фрадкин;
командир 3-го дивизиона подполковник П. И. Ожеренков.

## Вооружение и задачи
Первое построение бригады состоялось 29 мая 1952 года. В строю находилось около 200 человек, из них 30 офицеров. К 1 июня 1952 года бригада в составе управления и трёх дивизионов была сформирована по штатному расписанию ракетного комплекса Р-1. Первоначально бригада получила один комплект неунифицированного наземного оборудования ракеты Р-1 (8А11), на котором тренировался личный состав всех трёх дивизионов. Тренировки проходили на учебной стартовой позиции в 30 км от жилого городка (балка Смыслина).
Личный состав размещался в палатках, техника на открытой площадке. Впоследствии все три дивизиона были укомплектованы унифицированным наземным оборудованием для подготовки и пуска ракет Р-1 и Р-2 (8Ж38).
Основными задачами бригады после включения её в структуру полигона Капустин Яр являлись:
 — освоение наземного оборудования, поступающего на лётно-конструкторские испытания ракет;
 — участие (совместно с испытательными и пусковыми подразделениями полигона) в подготовке к пускам ракет, а также самостоятельное проведение пусков ракет;
 — отработка основных положений по боевому применению ракетных частей и подразделений:
 — изучение и использование на практике технической документации, инструкций и технологических графиков.
Согласно наставлению «Боевое применение бригады особого назначения РВГК, вооружённой ракетами дальнего действия», введённого в действие приказом военного министра СССР от 23 мая 1951 года, БОН предназначалась для поражения крупных военных и военно-промышленных объектов, важных административно-политических центров, узлов, коммуникаций и других объектов, имеющих стратегическое и оперативное значение.
На вооружении БОН находились:
ракеты Р-1 с дальностью стрельбы 270 км (принята на вооружение в ноябре 1950 г.) и Р-2 с дальностью стрельбы 600 км (принята на вооружение в ноябре 1951 г.).

## Организационно-штатная структура
На момент создания бригады её организационно-штатная структура включала:
- управление бригады,
- три огневых дивизиона,
- подразделения обеспечения.

В каждый огневой дивизион входили:
- две стартовые батареи;
- техническая батарея, состоящая из отделения проверок, такелажного отделения и зарядно-аккумуляторной станции;
- батарея транспортировки ракет, спецтоплив и заправки.

В дивизион, вооружённый ракетой Р-2, кроме того, входили:
- батарея управления с двумя отделениями системы боковой радиокоррекции и станцией технического контроля точности;
- взвод топогеодезического обеспечения;
- взвод связи.

Следует отметить, что огневой дивизион обладал статусом отдельной воинской части, имеющей свой номер, печать, орган управления.
В начале 1953 года бригады особою назначения РВГК были переименованы в инженерные бригады РВГК.
54-я бригада особого назначения РВГК получила наименование «85-я инженерная бригада РВГК»

## Хроника основных событий
1952 год
- 10 мая. Начало формирования 54 БрОН РВГК на полигоне Капустин Яр.
- 27 мая. Командиром 54 БрОН РВГК назначен генерал-майор артиллерии П. В. Колесников.
- 1 июня. Завершено формирование 54 БрОН РВГК.